# 다카치호 (방호순양함)
다카치호(高千穂)는 일본 제국 해군의 방호순양함으로 나니와급 방호순양함의 2번함이다. 함 이름은 ‘천손이 강림한 곳’이라는 신화가 내려오고 있는 미야자키현의 ‘다카치호 봉’(高千穂峰)을 따서 이름 붙여졌다. 자매함으로는 나니와가 있으며, 이것들은 일본 제국 해군 최초의 방호순양함이었다.

## 개요
타카치호는 1884년 영국, 뉴캐슬에 있는 암스트롱 휘트워스의 로우워커 조선소에서 기공되어, 1886년 4월말에 준공되어 이등함으로 정해졌다. 직후 일본으로 인도되어 같은 해 7월 3일, 시나가와에 도착했다. 1890년 8월 23일, 제1종 군함으로 정해졌다.
1894년 6월부터 다음 달까지 타카치호는 하와이 혁명이 발발함에 따라 일본인 보호를 위해 호놀룰루에 파견되었다.
1894년 청일 전쟁이 발발하자 황해 해전, 다롄, 뤼순, 웨이하이, 펑후 섬 공략 작전 등 여러 전투에 참가한다.
1898년 3월 21일, 이등순양함으로 분류된다. 의화단 운동이 일어난 1900년 8월부터 10월까지 샤먼 지역의 경계를 담당했다.
1904년 1월에 우 조병창에서 기뢰 투하 장치를 장착, 러일 전쟁 시에는 제물포 해전, 울산 해전, 쓰시마 해전 등에 참가, 원산 앞바다에서 기뢰 부설작업을 담당했다.
1911년, 다카치호는 요코스카 해군 조선소에 정박하여 군함으로 개조되어 1912년 8월 28일, 이등해방함으로 등급이 변경되었다.
제1차 세계 대전이 발발하자 1914년 8월부터 9월까지 칭다오 공략전에 참가했지만, 10월 17일 해상 봉쇄 중인 자오저우 만 밖에서 독일 해군의 어뢰정 S90(SMS S90)의 뇌격에 타카치호에 탑재된 기뢰가 유폭을 일으켜 침몰했다. 타카치호는 일본 해군의 군함 중 적과 교전 중에 격침된 최초의 군함이기도 했다.

## 참고자료
- Brooke, Peter (1999). 《Warships for Export: Armstrong Warships 1867-1927》. Gravesend: World Ship Society. ISBN 0-905617-89-4.
- Chesneau, Roger (1979). 《Conway's All the World's Fighting Ships, 1860–1905.》. Conway Maritime Press. ISBN 0-85177-133-5.
- Evans, David C.; Peattie, Mark R. (1997). 《Kaigun: Strategy, Tactics, and Technology in the Imperial Japanese Navy, 1887-1941》. Annapolis, MD: Naval Institute Press. ISBN 0-87021-192-7.
- Howarth, Stephen (1983). 《The Fighting Ships of the Rising Sun: The Drama of the Imperial Japanese Navy, 1895-1945》. Atheneum. ISBN 0-689-11402-8.
- Jane, Fred T. (1904). 《The Imperial Japanese Navy》. Thacker, Spink & Co.
- Jentsura, Hansgeorg (1976). 《Warships of the Imperial Japanese Navy, 1869-1945》. Annapolis, MD: Naval Institute Press. ISBN 0-87021-893-X.
- Paine, S.C.M. (2003). 《The Sino-Japanese War of 1894-1895: Perception, Power, and Primacy》. Cambridge, MA: Cambridge University Press. ISBN 0-521-61745-6.
- Roberts, John (ed). (1983). 《'Warships of the world from 1860 to 1905 - Volume 2: United States, Japan and Russia》. Bernard & Graefe Verlag, Koblenz. ISBN 3-7637-5403-2.
- Roksund, Arne (2007). 《The Jeune École: The Strategy of the Weak》. Leiden: Brill. ISBN 978-90-04-15723-1.
- Schencking, J. Charles (2005). 《Making Waves: Politics, Propaganda, And The Emergence Of The Imperial Japanese Navy, 1868-1922》. Stanford University Press. ISBN 0-8047-4977-9.